# Cieciórki Włościańskie
Cieciórki Włościańskie – wieś sołecka  w Polsce położona w województwie mazowieckim, w powiecie makowskim, w gminie Czerwonka.
W skład sołectwa Cieciórki Włościańskie wchodzi także wieś Cieciórki Szlacheckie.
W latach 1975–1998 miejscowość administracyjnie należała do województwa ostrołęckiego.
Wierni Kościoła rzymskokatolickiego należą do parafii św. Marii Magdaleny w Czerwonce.